# Pobrđe (Novi Pazar)
Pour les articles homonymes, voir Pobrđe.
Pobrđe (en serbe cyrillique : Побрђе) est une localité de Serbie située sur le territoire de la Ville de Novi Pazar, district de Raška. Au recensement de 2011, elle comptait 2 625 habitants.
Pobrđe est officiellement classé parmi les villages de Serbie.

## Démographie

### Évolution historique de la population
| 1948 | 1953 | 1961 | 1971 | 1981 | 1991  | 2002  | 2011  |
| ---- | ---- | ---- | ---- | ---- | ----- | ----- | ----- |
| 207  | 246  | 237  | 385  | 789  | 1 540 | 2 176 | 2 625 |

|  |